# Scrobigera niveifasciata
Scrobigera niveifasciata là một loài bướm đêm trong họ Noctuidae.